# Campionati mondiali di nuoto in vasca corta 2022 - 200 metri misti femminili
La gara di nuoto dei 200 metri misti femminili dei Campionati mondiali di nuoto in vasca corta 2022 è stata disputata il 13 dicembre 2022 presso il Melbourne Sports and Aquatic Centre di Melbourne, in Australia.
Vi hanno preso parte 34 atlete da 28 nazioni.

## Podio
| Posizione | Atleta          | Nazionalità |
| --------- | --------------- | ----------- |
| Oro       | Kate Douglass   | Stati Uniti |
| Argento   | Alexandra Walsh | Stati Uniti |
| Bronzo    | Kaylee McKeown  | Australia   |

## Programma
| Data             | Ora (UTC+1) | Turno    |
| ---------------- | ----------- | -------- |
| 13 dicembre 2022 | 02:32       | Batterie |
| 13 dicembre 2022 | 10:11       | Finale   |

## Record
Prima della manifestazione il record del mondo e il record dei campionati erano i seguenti.
| Record mondiale       | 2:01.86 | Katinka Hosszú Ungheria | 6 dicembre 2014 Doha, Qatar |
| Record dei campionati | 2:01.86 | Katinka Hosszú Ungheria | 6 dicembre 2014 Doha, Qatar |

## Risultati

### Batterie[2]
I primi 8 tempi accedono alla finale.
| Pos | Batt | Corsia | Nome                    | Nazione       | Tempo   | Note |
| --- | ---- | ------ | ----------------------- | ------------- | ------- | ---- |
| 1   | 5    | 4      | Kate Douglass           | Stati Uniti   | 2:04.39 | Q    |
| 2   | 3    | 3      | Alexandra Walsh         | Stati Uniti   | 2:05.94 | Q    |
| 3   | 5    | 6      | Marrit Steenbergen      | Paesi Bassi   | 2:06.01 | Q    |
| 4   | 3    | 5      | Kaylee McKeown          | Australia     | 2:06.07 | Q    |
| 5   | 3    | 6      | Charlotte Bonnet        | Francia       | 2:06.70 | Q    |
| 6   | 4    | 4      | Sydney Pickrem          | Canada        | 2:07.15 | Q    |
| 7   | 5    | 5      | Abbie Wood              | Gran Bretagna | 2:07.20 | Q    |
| 8   | 4    | 6      | Sara Franceschi         | Italia        | 2:07.25 | Q    |
| 9   | 4    | 5      | Mary-Sophie Harvey      | Canada        | 2:07.41 |      |
| 10  | 2    | 5      | Rebecca Meder           | Sudafrica     | 2:07.47 |      |
| 11  | 4    | 2      | Kim Seo-yeong           | Corea del Sud | 2:07.74 |      |
| 12  | 5    | 7      | Kayla Hardy             | Australia     | 2:08.11 |      |
| 13  | 3    | 4      | Yui Ohashi              | Giappone      | 2:08.12 |      |
| 14  | 3    | 7      | Lena Kreundl            | Austria       | 2:08.44 |      |
| 15  | 5    | 1      | Ao Nakashima            | Giappone      | 2:09.55 |      |
| 16  | 5    | 3      | Zsuzsanna Jakabos       | Ungheria      | 2:09.63 |      |
| 17  | 4    | 3      | Costanza Cocconcelli    | Italia        | 2:09.71 |      |
| 18  | 2    | 8      | Letitia Sim             | Singapore     | 2:09.82 |      |
| 19  | 5    | 2      | Helena Gasson           | Nuova Zelanda | 2:10.33 |      |
| 20  | 3    | 2      | Kristýna Horská         | Slovacchia    | 2:10.46 |      |
| 21  | 2    | 4      | Laura Lahtinen          | Finlandia     | 2:10.66 |      |
| 22  | 4    | 1      | Emelie Fast             | Svezia        | 2:10.95 |      |
| 23  | 3    | 1      | Cyrielle Duhamel        | Francia       | 2:11.20 |      |
| 24  | 4    | 7      | Kristen Romano          | Porto Rico    | 2:12.07 |      |
| 25  | 5    | 8      | Stephanie Balduccini    | Brasile       | 2:12.46 |      |
| 26  | 3    | 8      | McKenna DeBever         | Perù          | 2:12.85 |      |
| 27  | 4    | 8      | Nikoleta Tmíková        | Slovacchia    | 2:13.00 |      |
| 28  | 2    | 1      | Phiangkhwan Pawapotako  | Thailandia    | 2:13.76 |      |
| 29  | 2    | 2      | Chloe Isleta            | Filippine     | 2:13.77 |      |
| 30  | 2    | 6      | Chen Szu-an             | Taipei cinese | 2:13.87 |      |
| 31  | 2    | 7      | Maria Romanjuk          | Estonia       | 2:14.15 |      |
| 32  | 1    | 4      | Yeung Hoi Ching         | Hong Kong     | 2:19.41 |      |
| 33  | 1    | 5      | Chen Pui Lam            | Macao         | 2:23.61 |      |
| 34  | 1    | 3      | Kirsten Fisher-Marsters | Isole Cook    | 2:28.89 |      |
| -   | 2    | 3      | Ge Chutong              | Cina          | DNS     |      |

### Finale[3]
| Pos | Corsia | Nome               | Nazione       | Tempo   | Note |
| --- | ------ | ------------------ | ------------- | ------- | ---- |
|     | 4      | Kate Douglass      | Stati Uniti   | 2:02.12 | AM   |
|     | 5      | Alexandra Walsh    | Stati Uniti   | 2:03.37 |      |
|     | 6      | Kaylee McKeown     | Australia     | 2:03.57 | OC   |
| 4   | 3      | Marrit Steenbergen | Paesi Bassi   | 2:04.94 |      |
| 5   | 7      | Sydney Pickrem     | Canada        | 2:05.22 |      |
| 6   | 1      | Abbie Wood         | Gran Bretagna | 2:07.28 |      |
| 7   | 2      | Charlotte Bonnet   | Francia       | 2:07.37 |      |
| 8   | 8      | Sara Franceschi    | Italia        | 2:09.76 |      |